# Achaearanea chilensis
Achaearanea chilensis är en spindelart som beskrevs av Claude Lévi 1963. Achaearanea chilensis ingår i släktet Achaearanea och familjen klotspindlar. Inga underarter finns listade i Catalogue of Life.